# Thomas Kellner
Thomas Kellner (Bonn, 28 maggio 1966) è un fotografo tedesco.
È noto soprattutto per le sue fotografie di grande formato di famosi monumenti architettonici, che, attraverso tante singole immagini e una prospettiva della telecamera spostata, sembrano "mosaici fotografici".

## Biografia
Dal 1989 al 1996 Kellner ha studiato arte e scienze sociali all'Università di Siegen. Alla cattedra del professor Jürgen Königs del dipartimento artistico dell'Università di Siegen, si è sviluppata una vera e propria "scuola di fotografia con fotocamera stenopeica" Kellner ha studiato intensamente le possibilità e i limiti di questa tecnica. Allo stesso tempo ha sperimentato altri metodi di fotografia come le stampe su carta salata e il cianotipia. Ha anche lavorato con vari processi di stampa nobili come la gelatina d'argento eil bicromato di gomma. Nel 1996, Kellner ha ricevuto il Kodak Young Talent Award. Nel 2003 e nel 2004 è stato professore invitato di fotografia artistica presso l'Università Justus Liebig di Giessen. Nel 2012 ha ricoperto l'incarico di Professore di fotografia presso l'Università di Paderborn.
Nel 2004 ha avviato il progetto Photographers: Network nella sua città natale, una mostra annuale curata da lui con temi mutevoli e artisti internazionali. Nel 2013, la decima e ultima mostra della serie si è svolta nel suo studio a Siegen. Per questa mostra ha selezionato opere di 18 artisti provenienti da sette paesi e tre continenti. Dal 2005 l'artista si è recato più volte in Brasilein qualità di incaricato di fotografare i monumenti architettonici a Brasilia. Nel 2010 le foto sono state mostrate a Brasilia in occasione del 50 ° anniversario di Brasilia.  Nel 2006 Thomas Kellner ha compiuto lunghi viaggi negli Stati Uniti, America Latina, Siria e Cina, dove ha fotografato monumenti famosi come il Golden Gate Bridge, il Boston Athenæum e la Grande Muraglia cinese utilizzando la sua tecnica speciale.
Nel 2010 ha ideato un progetto fotografico insieme agli alunni della Gesamtschule Gießen-Ost, il cui tema era il bunker delle telecomunicazioni a Gießen. Il progetto è stato finanziato dal Comune di Giessen nell'ambito del concorso Città dei giovani ricercatori. L'obiettivo dello sviluppo artistico e fotografico del bunker da parte degli alunni è stato quello di decostruire il metodo di Kellner di decostruire gli edifici e ricostruirli nelle sue foto, "registrandoli come un processo e trasformandoli nelle condizioni in loco". A tal fine, sono state sviluppate categorie per lavorare con e sui singoli componenti e sono state formulate aree tematiche in collaborazione con gli studenti. Gli studenti hanno quindi fotografato le singole aree con la fotocamera. Le foto risultanti sono state raccolte in collage e presentazioni Powerpoint: “La segmentazione e la conseguente nuova combinazione delle diverse prospettive hanno prodotto un quadro completo e nuovo, ma anche critico, dell'ex bunker e dell'attuale sede dell'associazione di musica e arte. [...] Gli studenti hanno trovato inquietante e commovente il confronto estetico con il nazionalsocialismo in un luogo che è esso stesso una testimonianza culturale e storica."
Nel 2012 Thomas Kellner si è recato in Russia per conto di RWE per fotografare l'architettura industriale a Ekaterinburg e Perm (Genius Loci ). Entrambe le città furono fondate da Georg Wilhelm Henning di Siegen. Henning è nato nel 18 Nel XIX secolo, grazie alla sua esperienza, Pietro il Grande fu invitato a promuovere l'economia negli Urali e a promuovere l'estrazione mineraria nella regione. Le fabbriche da lui fondate lavoravano acciaio e metallo. Kellner ha fotografato non solo sul posto in Russia, ma anche nell'area circostante di Siegen per catturare la connessione tra le due regioni nella lavorazione dell'acciaio e del metallo.
Dal 2004 Thomas Kellner è diventato membro della Società tedesca per la fotografia (Deutsche Gesellschaft für Photographie, DGPh). Kellner vive e lavora a Siegen.

## Tecnica fotografica
Thomas Kellner lavora con una fotocamera reflex a obiettivo singolo e utilizza bobine di pellicola da 35 mm. Ogni immagine ha una dimensione di 24 × 36 millimetri. Ogni rullino è composto da 36 fotogrammi singoli. Per il trasporto della pellicola vengono eseguite delle perforazioni nella parte superiore e inferiore di ogni fotogramma, su cui vengono annotati sia il tipo di pellicola utilizzata che il numero di ogni fotogramma. Dopo aver sviluppato il film, Kellner lo taglia in strisce di uguale lunghezza e le assembla in un unico grande negativo. Questo viene quindi utilizzato per produrre il foglio di contatto, sul quale sono ancora visibili le meta-informazioni sul film e il rispettivo numero della ripresa.
Dopo aver sviluppato il film, Kellner lo taglia in strisce di uguale lunghezza e le mette insieme in un grande negativo. Da questo viene quindi ricavato il foglio di contatto, sul quale sono visibili le meta informazioni sul film e il rispettivo numero della registrazione.
Da un lato, queste informazioni separano le singole immagini l'una dall'altra, creando così un ritmo e una struttura dell'oggetto fotografato, e dall'altro lo spettatore può seguire il processo di lavoro dell'artista: "La materialità nella fotografia è trattata abbastanza raramente, a differenza di tutti gli altri generi come pittura, scultura, grafica, ecc. Oggi si discute sempre dello stile, del materiale stesso scelto, come pigmenti, tela, pietra, ecc. Nella fotografia, che è un’arte fortemente mediatica, tutti tendono a guardare solo la finestra del Rinascimento, l'oggetto raffigurato, al massimo la composizione o la paternità dietro di essa. Raramente si parla della carta fotografica scelta, della sua superficie, dei suoi pigmenti, della sua grana o del significato dei pixel, tutti aspetti che sono stati necessari molto tempo fa in vista dell'inserimento della fotografia nell'arte secondo criteri critici contemporanei. [...] Il materiale scelto, lo stile caratteristico del processo fotografico dovrebbero far parte della decisione dell'autore ed essere una parte indispensabile del messaggio dell'immagine. " (in tedesco "Die Materialität in der Fotografie wird recht selten behandelt, im Unterschied zu allen anderen Genres. In der Malerei, in Bildhauerei, in der Grafik, ecc. Immer diskutieren wir heute den Duktus, das gewählte Material an sich, wie die Pigmente , die Leinwand, den Stein, ecc. In der Fotografie, die stark medialisiert è tendieren alle immer dazu nur das Fenster der Renaissance zu betrachten, den abgebildeten Gegenstand, maximal die Komposition oder die Autorenschaft dahinter. Seltenst wird über das gewählte , seine Pigmente, oder sein Korn, bzw. Bedeutung der Pixel verhandelt. Dies wäre allerdings with Rücksicht der Einbeziehung der Fotografie in die Kunst nach zeitgenössischen Kriterien längst notwendig. [...] Das gewählte Material, der Duktus des fotografischen Entscheidung des Autors gehören und zur Bildaussage unabdingbar hinzugehören."
Quando Kellner intraprende un progetto, fa degli schizzi in anticipo dividendo l'oggetto da fotografare in sezioni quadrate e annotando le impostazioni della fotocamera pianificate per ciascuna sezione. Quando si fotografa effettivamente l'oggetto, possono trascorrere diverse ore tra la prima e l'ultima foto di un rullino, perché Kellner scatta le sue fotografie in ordine cronologico, una dopo l'altra.
Mentre Kellner all'inizio lavorava con un solo rullino - con la fotografia finita composta da sole 36 singole immagini da 35 mm - ora usa fino a 60 rullini. Per la sua fotografia del Grand Canyon, sono state così create 2160 immagini individuali, e con esse 2160 diverse vedute della meraviglia naturale, che ha poi assemblato in un'unica foto con una lunghezza di 5 metri.

## Effetto delle immagini
La prima foto che Kellner ha scattato con questa tecnica è stata un'immagine della Torre Eiffel (1997), che ha concepito come un omaggio all'artista cubista Robert Delaunay. Delauney era molto affascinato da quella che allora era la struttura più alta del mondo e dedicò gran parte del suo lavoro alla sua rappresentazione. Kellner ha ripreso la "visione multipla" tipicamente cubista oggetti e li ha sviluppati nell'elemento di design centrale delle sue foto. La prospettiva spostata - rispetto alla prospettiva centrale - dei singoli scatti crea l'impressione di movimento delle icone architettoniche effettivamente immobili nel montaggio dello scatto complessivo finale: "Lo spettatore pensa che smantellando un edificio in singoli pezzi di un'immagine e inclinando la telecamera più volte al massimo siti famosi nel mondo - dalla Torre Eiffel al Ponte di Brooklyn - iniziano a dondolare, a oscillare, persino a ballare. L'architettura viene capovolta."
Quando Kellner si è recato in Messico nel 2006 per fotografare edifici importanti lì, un critico ha affermato che le sue foto erano molto simili a quelle dopo il terremoto di Città del Messico nel 1985. Le fotografie di Kellner sono spesso lette come una decostruzione dei punti di riferimento della cultura umana. Da questa prospettiva, le sue immagini sono una manifestazione visiva del modo in cui la cultura è diventata vulnerabile, rotta e collassata."  Nelle opere di Kellner la danza e la distruzione sono quindi vicine l'una all'altra.
La percezione di oggetti di grandi dimensioni di solito non è visibile dall'uomo con una sola occhiata. Solo quando l'occhio si muove e aggiunge una "visione totale" delle molte varie sue impressioni, l'oggetto rappresentato diventa chiaro: "Il nostro cervello completa le informazioni sensoriali in arrivo in un tutto uniforme e attribuisce significato a questa percezione" (In tedesco "Unser Gehirn ergänzt einlaufende Sinnesinformationen zu einem einheitlichen Ganzen und schreibt dieser Wahrnehmung Bedeutung zu ").
Kellner non solo mostra esattamente questa combinazione di singole immagini per formare una percezione della forma nelle sue opere, ma lo spettatore stesso ricrea attivamente questa esperienza quando guarda una fotografia di Kellner. Anche i suoi occhi si muovono costantemente avanti e indietro tra la percezione delle singole immagini e lo scatto complessivo e le fotografie di Kellner possono quindi essere percepite come una sorta di arrangiamento sperimentale per un'esperienza diretta di ciò che accade quando vediamo oggetti di grandi dimensioni: " Non è un caso che le opere di Kellner debbano apparire come puzzle assemblati perché coinvolgono lo spettatore riflessivo nel svelare, sia visivamente che intellettualmente, il significato di queste strutture architettoniche. Decodifichiamo le scene dai frammenti che mette insieme, dalle aspettative automatiche presentate dal nostro cervello, e dai ricordi più o meno vaghi che abbiamo delle strutture."

## Opere in collezioni
- George Eastman House. Museo del cinema e della fotografia ,[19] Rochester, USA
- Museo delle belle arti, Houston,[20] Houston, USA
- Collezione Schupmann. Fotografia in Germania dopo il 1945,[21] Bad Hersfeld, Germania
- The Art Institute of Chicago : Collection of Photography,[22] Chicago, USA
- Worcester Art Museum,[23] Worcester, Massachusetts, USA
- Fox Talbot Museum, Lacock Abbey,[24] Inghilterra
- Library of Congress,[25] Washington, USA

## Mostre personali
- 2002: Griffin Museum of Photography,[26] Winchester, Massachusetts, Stati Uniti
- 2003: Monuments,[27] Rosenberg & Kaufmann Fine Art, Winchester, Massachusetts, Stati Uniti
- 2006: Tango Metropolis,[28] Cohen Amador Gallery, New York City, Stati Uniti
- 2006: Tango Metropolis,[29] Stephen Cohen Gallery, Los Angeles, California, Stati Uniti
- 2008: Thomas Kellner: Architectural Photos,[30] Schneider Gallery, Chicago, Illinois, Stati Uniti
- 2010: Brasilia: 50 Years of Modern Utopia (Brasília: 50 anos de uma utopia moderna),[31] Espaço Cultural Contemporâneo - ECCO, Brasilia, Brazil
- 2012: Piccole meraviglie,[32] Museo della fotografia di Lishui, Lishui, Repubblica popolare cinese
- 2013: Genius Loci,[33] Metenkow House Museum of Photography, Ekaterinburg, Russia
- 2017: Fractured Architecture,[34] The Fox Talbot Museum, Lacock Abbey, Inghilterra
- 2017: Bianco e nero,[35] Reykjavik Museum of Photography, Reykjavík, Islanda
- 2018: Tango Metropolis,[36] Conny Dietzschold Gallery, Sydney, Australia
- 2019: Tutti scossero: Thomas Kellner's America,[37] American Museum in Britain, Claverton Manor, Bath, Inghilterra
- 2019: Black and White,[38] Centro Andaluz de la Fotografía, Almería, Spagna

## Mostre collettive
- 2002: Vues d'architecture,[39] Musée de Grenoble, Francia
- 2004: Ars & Architettura 1900–2000,[40] Palazzo Ducale, Genova, Italia
- 2004: Pieced Together: Photomontages from the Collection,[41] Art Institute of Chicago, USA
- 2005: Novità: acquisizioni recenti in fotografia,[42] Worcester Art Museum, Worcester, USA
- 2008: A mind at play,[43] Art Institute of Chicago, USA
- 2010: Madrid Oh Cielos!,[44] Círculo de Bellas Artes, Madrid, Spagna
- 2011: Fotografias - Coleção Joaquim Paiva,[45] Museu de Arte Moderna do Rio de Janeiro, Brasile
- 2013: Dopo Photoshop: Fotografia manipolata nell'era digitale,[46] Museum of Fine Arts, Houston, USA
- 2015: Regali di Nancy e Tom O'Neil,[47] Baltimore Museum of Art, Baltimore, USA
- 2016: Die Grosse,[48] Museum Kunstpalast, Düsseldorf, Germania
- 2018: Landschaft, die sich erinnert,[49] Museum für Gegenwartskunst, Siegen, Germania
- 2018: Analog Schwarzweiss: Fotografie in Westdeutschland 1945 bis 2000 aus der Sammlung Schupmann,[50] Kunsthalle Erfurt, Erfurt, Germania